# Бурк, Джон Грегори
Джон Грегори Бурк (англ. John Gregory Bourke; 23 июня 1843 — 8 июня 1896) — офицер армии США, участник Гражданской войны и Индейских войн. Автор многочисленных работ по истории и культуре индейских племён.

## Биография
Джон Грегори Бурк родился в городе Филадельфия, штат Пенсильвания. Его родителями были Эдвард Джозеф и Энн Бурк, ирландские иммигранты. Когда началась Гражданская война, Бурку было всего 14 лет. Через два года он сбежал из дома и записался добровольцем в армию северян, заявив при этом, что ему исполнилось 19 лет.
В декабре 1862 года за проявленную храбрость в битве при Стоунс-Ривер был награждён Медалью Почёта. Позднее принял участие в битве при Чикамоге. Командир Бурка, генерал Джордж Генри Томас, направил его в Военную академию США. 15 июня 1869 года Бурк окончил её и в чине второго лейтенанта был направлен в форт Крейг, Территория Нью-Мексико.
В период с 1870 по 1886 год служил адъютантом у генерала Джорджа Крука. Участвовал в войнах с апачами, сиу и шайеннами. Принимал участие в битве при Роузбад, где командовал восточными шошонами и кроу — индейскими скаутами, сражавшимися на стороне американской армии. Во время службы в армии Бурк постоянно собирал информацию о всех индейских племенах, с которыми встречался. Эту информацию он записывал в дневник, который послужил основой для его работ по культуре и истории индейских племён США.
25 июня 1883 года он женился на Мэри Хорбах из города Омаха. В 1886 году составил словарь и грамматику языка апачей. Несмотря на то, что он принимал участие в боях с индейцами, Бурк открыто высказывал мнение о том, что политика американского правительства по отношению к коренным жителям США была несправедливой.
Джон Грегори Бурк скончался 8 июня 1896 года от аневризмы аорты в Филадельфии и был похоронен на Арлингтонском национальном кладбище.